# Antonina Lazarjeva
Antonina Nikolajevna Okorokova-Lazarjeva (rusko Антонина Николаевна Окорокова-Лазарьева), ruska atletinja, * 27. marec 1941, Serpuhov, Sovjetska zveza.
Nastopila je na poletnih olimpijskih igrah leta 1968, kjer je osvojila naslov olimpijske podprvakinje v skoku v višino. Na evropskih prvenstvih je osvojila srebrno medaljo leta 1969, na evropskih dvoranskih prvenstvih pa dve bronasti medalji.